# 위 하트 잇
위 하트 잇(We Heart It)은 이미지 파일을 중심으로 한 소셜 네트워크 서비스이다. 위 하트 잇 측은 이 서비스를 "당신에게 영감을 주는 곳", "당신이 좋아하는 것을 모으고 공유하는 곳"이라고 설명했다. 이용자들은 하트 표시를 누름으로써 마음에 드는 이미지들을 모을 수 있다. 나아가 모아둔 이미지들을 친구들과 공유할 수 있고, 모음집으로도 만들어 보관할 수도 있다. 웹 사이트 뿐만 아니라 안드로이드와 iOS 기반 모바일앱으로도 접속할 수 있다.